# Скај Српска
Скај Српска, Sky Srpska (енгл. Sky Srpska — Небо Српске) је била планирани национални авио-превозник Републике Српске. Скај Српска је била јавна авио-компанија Републике Српске коју је основала Влада Републике Српске у циљу развоја цивилног ваздухопловства и ваздушног саобраћаја у интересу Републике Српске. Сједиште Скај Српске се налазло у Змај Јовиној улици бр. 8 у Бањалуци.

## Историјат
Јавно предузеће Скај Српска је основала Влада Републике Српске у фебруару 2007. године. Скај Српска је званично пуштена у саобраћај са Међународног аеродрома Бањалука 14. јула 2010. године, када је ваздушни саобраћај отворен летом Бањалука-Љубљана. Директор Скај Српске је Зоран Иљац.
На дан 16. јуни 2010. потписан је Меморандум о разумијевању о модалитетима пословно-техничке сарадње између Скај Српске и Адрија ервејза, чиме је предвиђено да се почетком јула 2010. године успостави редован међународни ваздушни саобраћај из Бање Луке.
Влада Републике Српске је децембра 2012. године одлучила да прекине све даље планове везане за Скај Српску.